# 霍赫洛夫
霍赫洛夫（羅馬化：Khokhlov）是俄罗斯姓氏，源自单词Хохол（俄罗斯人对乌克兰人昵称），著名人物包括：
- 阿列克谢·阿列克谢耶维奇·霍赫洛夫，俄罗斯政治人物、国家杜马议员
- 阿列克谢·列莫维奇·霍赫洛夫，苏联和俄罗斯物理学家
- 伊万·谢尔盖耶维奇·霍赫洛夫，苏联党和国家领导人

|  | 本页或本分段罗列了姓氏为「霍赫洛夫」的人物。 如果是一个指代特定个人的内链将您引导到本页，請考慮修正該人物的名字以將链接指向正確的條目。 |